# Schwabach
Schwabach – miasto na prawach powiatu w Niemczech, w kraju związkowym Bawaria, w rejencji Środkowa Frankonia, w regionie Planungsregion Nürnberg. Zamieszkuje je około 39 112 mieszkańców (31 grudnia 2011).
Najbliżej położone duże miasta: Norymberga ok. 20 km na północ, Praga – ok. 300 km na północny wschód i Monachium – ok. 200 km na południe. Nie zostało zburzone podczas II wojny światowej.
W mieście znajduje się stacja kolejowa Schwabach.
Przepływa tędy rzeka Schwabach.
W mieście rozwinął się przemysł metalowy, chemiczny oraz spożywczy.

## Współpraca
Miejscowości partnerskie:
- Gossas, Senegal
- Hildburghausen, Turyngia
- Kalambaka, Grecja
- Kemer, Turcja
- Les Sables-d’Olonne, Francja